# Tragopogon tuberosus
Tragopogon tuberosus là một loài thực vật có hoa trong họ Cúc. Loài này được K.Koch miêu tả khoa học đầu tiên năm 1851.